# Cinema de Palestina

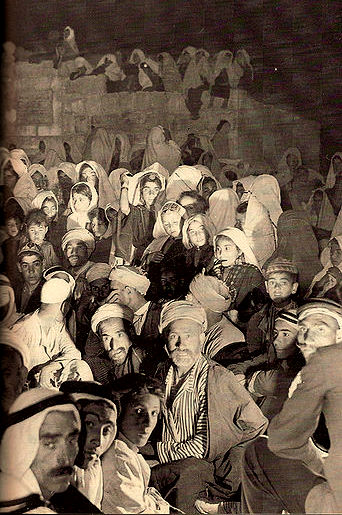
Habitants de Halhul esperant una projecció a l’aire lliure, 1940.

El Cinema de Palestina és una indústria relativament jove respecte al cinema àrab, moltes pel·lícules palestines es realitzen amb fons i suport d’Europa i Israel. No totes les pel·lícules fetes a Palestina són gravades en àrab, algunes són produïdes en anglès, francès i hebreu.

## Història

### Període inicial (1935-1948)
En general, es creu que la primera pel·lícula palestina realitzada és un documental sobre la visita del rei Ibn Saud de Aràbia Saudita en 1935 a Palestina, feta per Ibrahim Hassan Sirhan a Jaffa. Sirhan va seguir al Rei en la seva visita per Palestina i el resultat va ser una pel·lícula muda que es va presentar en els festivals de Nabi Rubin. Després d'aquest documental, Sirhan es va associar amb Jamal al-Asphar per a produir una pel·lícula de 45 minuts anomenada The Realized Dreams, amb l'objectiu de "promoure la causa dels orfes". Sirhan i al-Asphar també van produir un documental sobre Ahmad Hilmi Pasha, membre de l'Alt Comitè Àrab.
En 1945 Sirhan va fundar l'estudi de producció "Arab Film Company" juntament amb Ahmad Hilmi al-Kilani. La companyia va llançar el llargmetratge Holiday Eve, que va ser seguit per la cinta A Storm at Home. Totes dues pel·lícules van desaparèixer en 1948, quan Sirhan va haver de fugir de Jaffa després que la ciutat fos bombardejada.

### Segon període (1948-1967)
L'expulsió palestina de 1948 (conegut en àrab com Nakba) va tenir un efecte devastador en la societat palestina, inclosa la seva incipient indústria cinematogràfica. Els esforços cinematogràfics, que requereixen infraestructura, equips professionals i finances, gairebé van cessar durant dues dècades. Alguns palestins van participar en la producció cinematogràfica de diversos països veïns. Sirhan va participar en la producció del primer llargmetratge jordà, The Struggle in Jarash, (1957), i un altre palestí, Abdallah Ka´wash, va dirigir el segon llargmetratge de Jordània, My Homeland, My Love, en 1964.

### Tercer període (1968-1982)
En 1967 el cinema palestí va obtenir auspici de la companyia PLO, finançada pel partit polític Fatah i altres organitzacions palestines com el PFLP i el DFLP. En aquest període es van realitzar més de 60 pel·lícules, en la seva majoria documentals. El primer festival de cinema dedicat a les pel·lícules palestines es va celebrar en Bagdad en 1973. Aquesta ciutat també va ser seu dels següents dos festivals de cinema palestins, en 1976 i 1980. Mustafa Abu Ali va ser un dels primers directors de cinema palestins i va ajudar a fundar l'Associació de Cinema Palestí en Beirut en 1973. Només es va fer una pel·lícula dramàtica durant el període, a saber, Return to Haifa el 1982, una adaptació de la novel·la curta de Ghassan Kanafani.

#### Desaparició dels arxius (1982)
L'arxiu més gran de contingut fílmic palestí era manejat per la Fundació de Cinema Palestí de la PLO. En 1982, quan la PLO va ser expulsada de Beirut, l'arxiu estava emmagatzemat en un important hospital, des d'on "va desaparèixer" en circumstàncies que encara no són clares. Recentment, diverses pel·lícules de l'arxiu van ser situades a l'Arxiu de les Forces de Defensa d'Israel a la localitat de Tel HaShomer per l'acadèmica i curadora Rona Sela. Sela ha demanat el llançament d'aquestes produccions cinematogràfiques i la desclassificació d'altres pel·lícules palestines que romanen tancades en l'esmentat arxiu.

### Quart període (1980-present)
La pel·lícula dramàtica de 1996 Chronicle of a Disappearance va rebre reconeixement internacional i es va convertir en la primera pel·lícula palestina a tenir una estrena nacional als Estats Units. Pel·lícula emergent per al seu gènere, va guanyar un "Premi al Nou Director" al Festival Internacional de Cinema de Seattle i un "Premi Luigi De Laurentiis" a la Mostra Internacional de Cinema de Venècia. Entre els directors destacables d'aquest període es troben:
- Michel Khleifi
- Rashid Masharawi
- Ali Nassar
- Elia Suleiman

En 2008 es van produir tres llargmetratges i vuit curtmetratges palestins, un número rècord de produccions en aquest moment. En 2010, Hamas, l'autoritat governamental en la Franja de Gaza, va anunciar el llançament d'una nova pel·lícula titulada El gran alliberament, que mostra la destrucció d'Israel per part dels palestins.
Actualment a la Franja de Gaza tots els projectes cinematogràfics han de ser aprovats pel Ministeri de Cultura de Hamas abans de poder ser exhibits en públic. Cineastes independents han afirmat que el Ministeri de Cultura reprimeix els continguts que no s'ajusten als edictes de Hamas. En un cas notable de 2010, Hamas va prohibir el curtmetratge Something Sweet, dirigit per Khalil al-Muzzayen, que va tenir rellevància internacional i va ser exhibit al Festival Internacional de Cinema de Canes. Hamas va prohibir que s'exhibís localment a causa d'una escena de quatre segons en la qual es mostra a una dona amb el cabell descobert. En 2011, un festival de cinema organitzat pel Centre d'Afers de la Dona de Gaza va incloure documentals i peces de ficció sobre temes relatius al gènere femení, però el Ministeri de Cultura va censurar nombroses escenes. En una pel·lícula es va haver d'eliminar una escena en la qual una dona va descobrir un de les seves espatlles i en una altra pel·lícula es va eliminar una escena que mostrava a un home realitzava un jurament.

## Directors notables

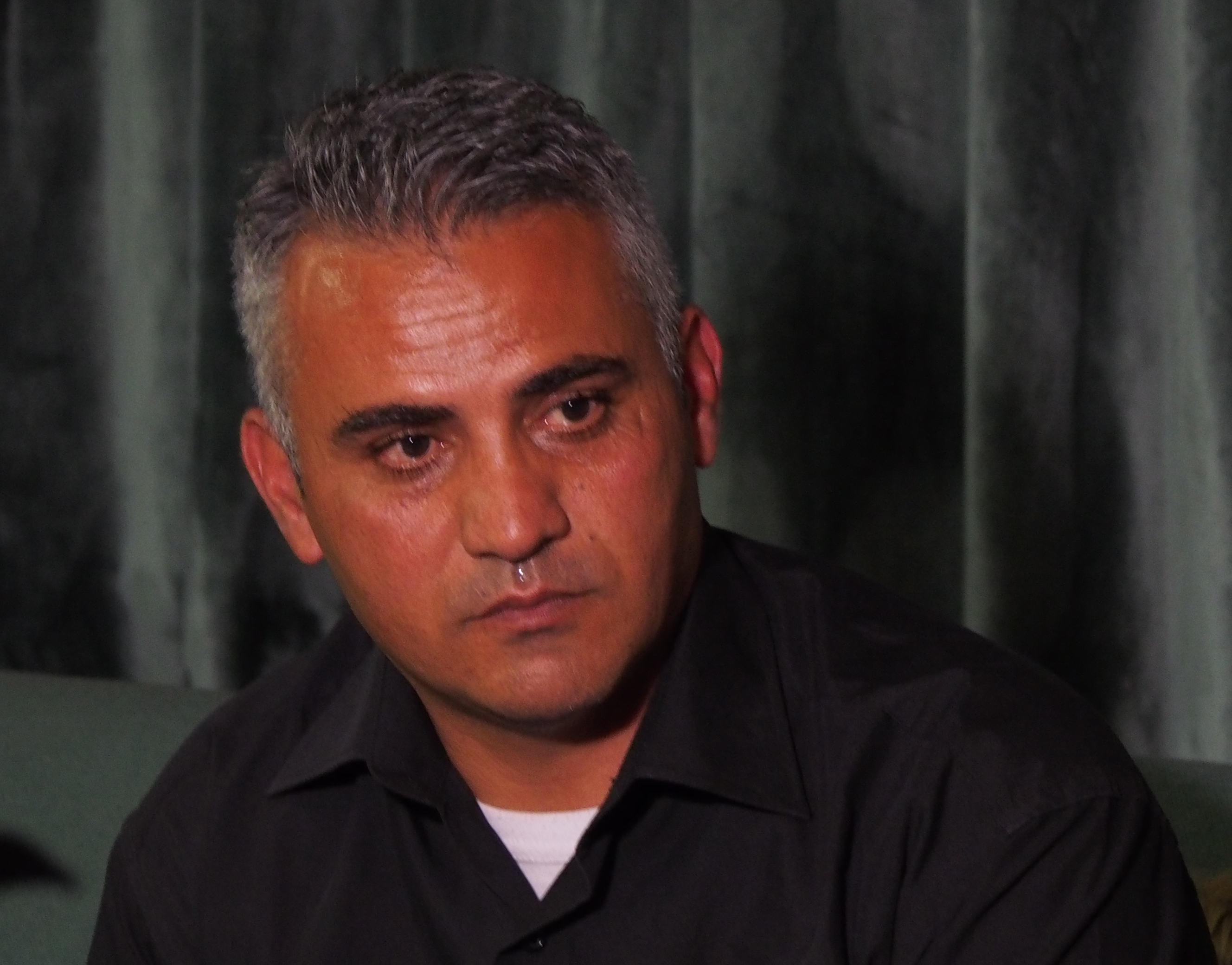
Emad Burnat és un destacat cineasta palestí

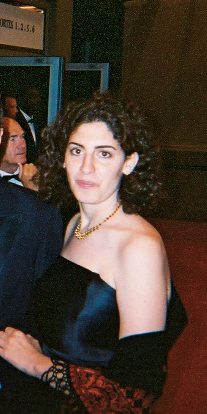
Annemarie Jacir

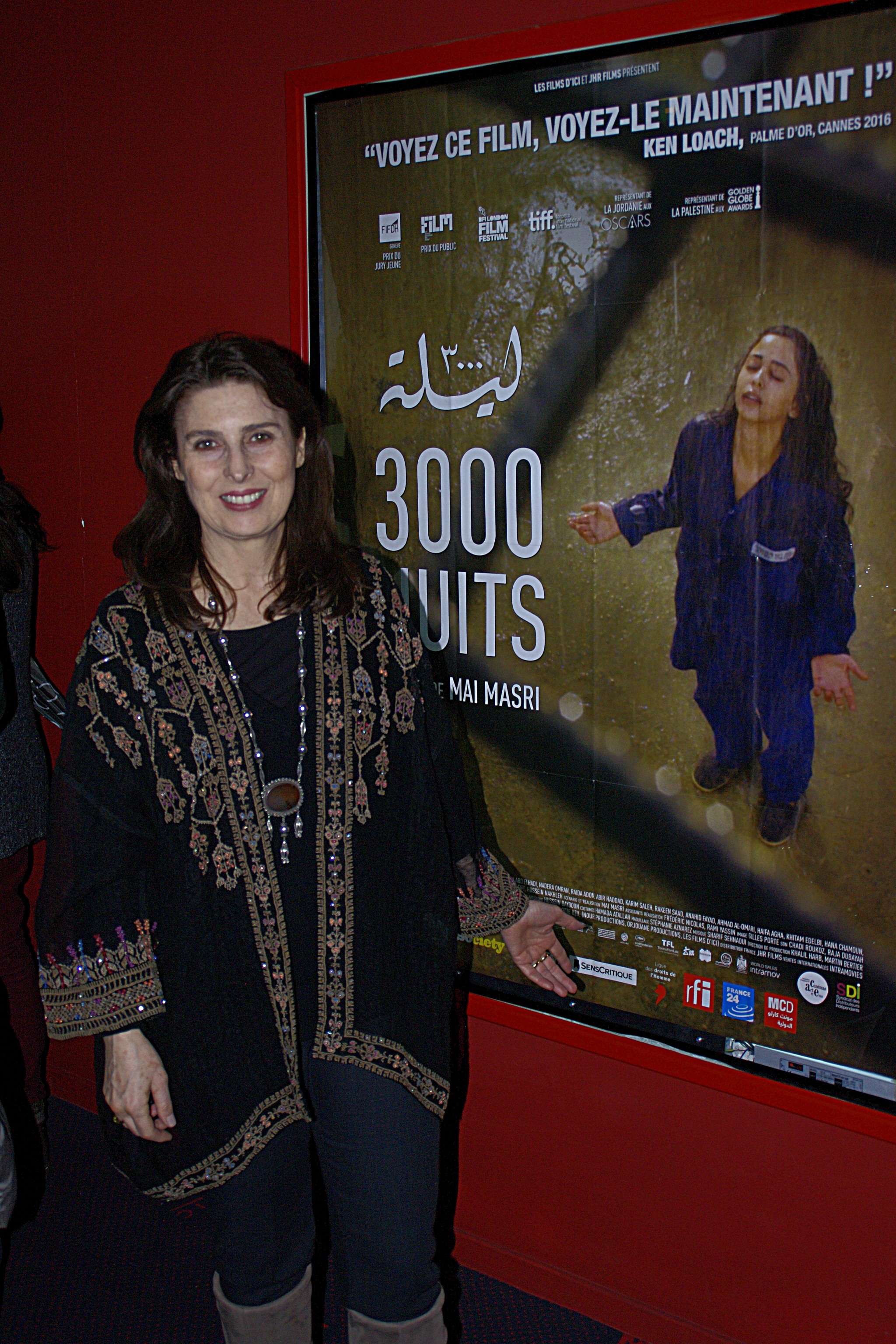
Mai Masri

- Yahya Barakat
- Azza El-Hassan
- Hany Abu-Assad
- Mohammed Almughanni
- Scandar Copti
- Mustafa Abu Ali
- Mohammed Bakri
- Tarek Al Eryan
- Annemarie Jacir
- Michel Khleifi
- Rashid Masharawi
- Saleem Dabbour
- Mai Masri
- Montaser Marai
- Rosalind Nashashibi
- Ali Nassar
- Mohammad Al-Sawalma
- Hazim Bitar
- Elia Suleiman
- Leila Sansour
- Refat Adi
- Sameh Zoabi
- Tawfik Abu Wael
- Ameen Nayfeh
- Mohammad Shihadeh Hmedat
- Najwa Najjar
- Ramzi Maqdisi

## Pel·lícules notables
- They Don't Exist
- Urs al-Jalil (1987)
- Tale of the Three Jewels (1994)
- Chronicle of a Disappearance (1996)
- Haifa (1996)
- Yadon ilaheyya (2002).
- The Olive Harvest (2003)
- Arna's Children (2003)
- Jeremy Hardy vs. the Israeli Army (2004)
- Women in Struggle (2004)
- Waiting (2005)
- Paradise Now (2006)
- The Color of Olives (2006)
- Iron Wall (2006)
- Goal Dreams (2006)
- First Picture (2006)
- Maria's Grotto (2007)
- Kaffa! (2007)
- Milh Hadha al-Bahr (2008)
- Taste the Revolution (2008)
- The View (2008)
- Till When? (2008)
- Spider Web (2009)
- Beyond the Sun (2010)
- The Uppercut (2012)
- Solomon's Stone (2015)

## Festivales notables de cine de Palestina

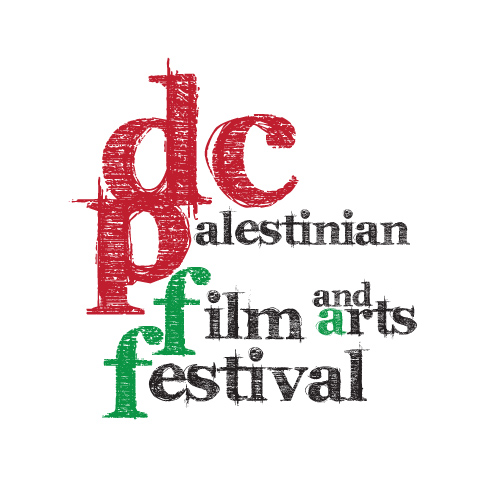
Logo del Festival de Cinema i Art de Palestina celebrat a Washington D.C.

- Festival de Cinema Palestí de Boston
- Mostra de Cinema Palestí de Buenos Aires
- Festival de Cinema Palestí a Chicago
- Festival de Cinema i Art de Palestina
- Festival de Cinema Palestí de Londres
- Festival Internacional de Cinema d'Al-Kasaba
- Mostra de Cinema Palestí de Madrid
- Mostra de Cinema Palestí de Santiago
- Mostra de Cinema Palestí de Sevilla
- Festival de Cinema Mediterrani de Montpeller
- Mostra de Cinema Àrab i Mediterrani de Catalunya
- Festival de Cinema Àrab de Mizna